# Mr. Bullion
Mr. Bullion ou Bull é um personagem do filme 007 O Mundo não é o Bastante, décimo-nono da série cinematográfica de James Bond, criado por Ian Fleming. Ele foi interpretado nas telas pelo músico e DJ de música eletrônica, artista plástico e ator britânico Goldie.

## Características
Bull a princípio parece ser apenas um guarda-costas e braço direito de Valentin Zukovsky, o ex-agente da KGB que alia-se a Bond contra Elektra King e Renard  nesta trama. Mas secretamente ele é um traidor do chefe e aliado dos dois vilões do filme.
Apelidado de Mr. Bullion pela quantidade de dentes de ouro que tem, ele ajuda a fazer juz ao apelido pela número de correntes e anéis de ouro que usa. Bull passa informações sobre Zukovsky a Elektra e torna-se importante informante dela.

## Filme
Sua primeira aparição é quando confronta Bond quando este vai ao cassino de Zukovsky atrás de informações sobre os negócios de Elektra King. Mais tarde, quando Elektra pensa que 007 está morto, é Bullion quem lhe telefona e avisa que ele ainda está vivo e se encontra na fábrica de caviar de Zukovsky, o que faz com que ela envie helicópteros equipados com grandes motosserras para matá-lo e ao patrão de Bull, mas Bond e Zukovsky derrubam os helicópteros e escapam, apesar da destruição completa do complexo
Depois de tentar matar Bond e a Dra. Christmas Jones com uma bomba dourada, falhando mas matando outras pessoas, Bullion encontra-se repentinamente com Zukosvsky, a quem pensava ter morrido no confronto com os helicópteros, quando este e seus homens invadem a mansão de King onde Bond está preso e sendo torturado por ela, . Surpreso, tenta disfarçar dizendo ansiosamente que está feliz por ver o chefe vivo. Zukovsky responde que também está feliz por isso e enche Bull de tiros à queima-roupa, matando-o.